# Ferdinand von Parseval

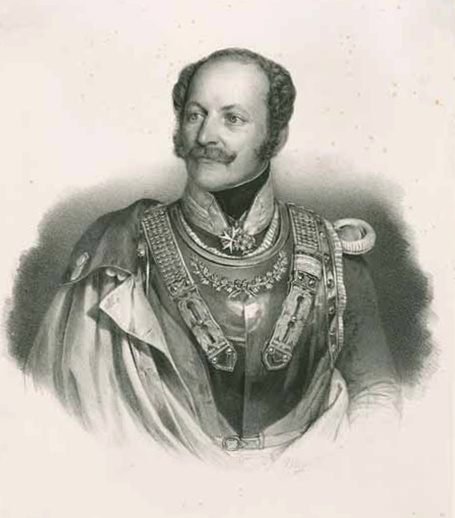
Ferdinand von Parseval als bayerischer Kürassier, mit dem preußischen Johanniterorden

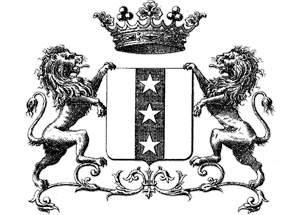
Wappen der Adelsfamilie von Parseval

Alexander Ludwig Ferdinand von Parseval (* 27. Februar 1791 in Metz; † 13. November 1854 in Erlangen) war ein bayerischer Generalmajor französischer Abstammung.

## Leben

### Herkunft
Parseval entstammte einem französischen Adelsgeschlecht, das ursprünglich in Fontaine bei Belfort beheimatet war. Er war der Sohn des vor den Auswirkungen der französischen Revolution nach Zweibrücken geflohenen, französischen Artillerieoffiziers Philbert Marie César de Parseval (1765–1796) und dessen Gemahlin Frédérique Alexandrine de Bergh.

### Militärkarriere
Parseval trat zunächst in preußische, bald jedoch schon in bayerische Armeedienste. Er machte im 2. Infanterie-Regiment 1812 den Russlandfeldzug mit und kämpfte u. a. bei Polozk. Für seine hier bewiesene Tapferkeit erhielt Parseval das Ritterkreuz der Ehrenlegion. 1816 war er Rittmeister bei den Ulanen, wechselte 1819 ins 3. Chevauleger-Regiment und wurde 1827 Major. Im 1. Kürassier-Regiment avancierte Parseval 1842 zum Oberst, 1848 zum Generalmajor und Kommandanten der 1. Kavallerie-Brigade. 1852 ging der General in Pension.
Parseval hatte seinen französischen Adelstitel 1816 in Bayern anerkennen lassen. Er bekleidete die Würde eines königlichen Kammerherren.

### Familie
Parseval heiratete 1821 in Paris die aus Dublin stammende Gräfin Franziska (Fanny) O’Hegerty (1797–1881). Das Ehepaar hatte mehrere Kinder, darunter Maximilian (1823–1902), Otto (1827–1901) und Ferdinand Jakob (1829–1919), die alle eine Laufbahn in der Bayerischen Armee einschlugen und es bis zum General brachten. Der in Landau (Pfalz) geborene Sohn Joseph (1825–1887), bayerischer Bezirksamtmann und Kammerherr, ist der Vater des bekannten Erfinders und Luftschiffers August von Parseval (1861–1942).

### Auszeichnungen
- Rechtsritter des Johanniterordens
- Roter Adlerorden III. Klasse
- Sankt-Stanislaus-Orden II. Klasse